# Zeuthen
Zeuthen is een gemeente in de Duitse deelstaat Brandenburg, en maakt deel uit van het Landkreis Dahme-Spreewald.
Zeuthen telt 11.355 inwoners.